# جوزيف شوستر (ملحن)
جوزيف شوستر (بالألمانية: Joseph Schuster)‏ هو ملحن ألماني، ولد في 11 أغسطس 1748 في درسدن في ألمانيا، وتوفي بنفس المكان في 24 يوليو 1812.

## وصلات خارجية
- جوزيف شوستر على موقع ميوزك برينز (الإنجليزية)
- جوزيف شوستر على موقع ديسكوغز (الإنجليزية)